# Keszőhidegkút-Gyönk–Tamási-vasútvonal
A Keszőhidegkút-Gyönk–Tamási-vasútvonal a MÁV 48-as számú, egyvágányú, nem villamosított mellékvonala. A vonalat kizárólag teherszállításra használják.

## Története

### Építése
A Hidegkút-Tamási HÉV társaság által épített vasútvonalat 1893. november 29-én nyitották meg. A 12 km hosszú vonal összekötötte a MÁV Pusztaszabolcs–Újdombóvár és a két évvel később elkészült Dombóvár–Lepsény vasútvonalakat. A felépítmény 9 méter 23,6 kg/fm tömegű, „i” sínekből állt, a síneket vágánymezőnként 11 db 2,20 méter hosszú talpfára erősíteték le. Az ágyazat bányakavics volt. A vonalon két megálló-rakodóhely épült, Adorján (később Adorjánpuszta) mrh. 150 méter, illetve Alsómajsa 200 méter kitérőhosszal.

### Bezárása
Az 1968-as közlekedéspolitikai koncepció a vonalat a megszüntetendő vonalak kategóriájába (C2) sorolta, a megszüntetésig fejlesztési tilalmat mondtak ki rá. Ennek megfelelően a karbantartás is csak a legszükségesebb teendőkre koncentrálódott.
A vonal állapota az 1980-as évekre teljesen leromlott: rossz aljállag, elsárosodott ágyazat volt jellemző rá. 1984-ben 20 km/h-s sebességkorlátozást vezettek be rajta. A MÁV a vasúti személyszállítás leállítását, a vonal személyforgalmának közútra terelését határozta el. 1990. április 1-jén közlekedett az utolsó személyvonat a vonalon, illetve a Dombóvár–Lepsény-vasútvonal Dombóvár–Tamási szakaszán. Április 2-ától a forgalmat MÁV-autóbuszok vették át a Tamási és Pincehely között.

### Felújítása
Az 1990-es években mégis a vonal felújítása mellett döntöttek Tamási állomás teherforgalmának kiszolgálása céljából. Az átépítés teljes felépítménycserével járt. Az építés korabeli "i" 23,6 km/fm rendszerű vágányzatot hevederes illesztésű 48 kg/fm rendszerű vágányra cserélték. A síneket GEO sínleerősítéssel erősítették le vasbetonaljakra, az ágyazatot is zúzottkőre cserélték. A felújítással a pályasebesség 60 km/h-ra nőtt. Ennek ellenére a vasúti személyforgalmat később sem állították vissza, és a pályasebesség 2021-re már újra 20 km/h állandó lassújellel korlátozott. A MÁV vonatpótló buszjáratok a 2007-es magyarországi vasútbezárások során, 2007 április 1-jével szűntek meg.

## Videó
- Videó a vonal bezárása előtti napokból, egy Dombóvár-Tamási-Keszőhidegkút-Gyönk viszonylatú személyvonat vezetőállásából